# جيمي موريس (لاعب كرة قدم أسترالية)
جيمي موريس (بالإنجليزية: Jimmy Morris)‏ هو لاعب كرة قدم أسترالية أسترالي، ولد في 16 يوليو 1891 في شيبارتون في أستراليا، وتوفي في 30 مايو 1971 في بنديجو في أستراليا.

## وصلات خارجية
- جيمي موريس على موقع AustralianFootball.com (الإنجليزية)
- جيمي موريس على موقع AFLtables.com (الإنجليزية)